# Corticium salmonicolor
Corticium salmonicolor là một loài Basidiomycetes trong họ Corticiaceae. Loài này được Berkeley & Broome miêu tả khoa học đầu tiên năm 1873.
Đây là loài gây hại của cây Mangifera indica, phát triển phổ biến ở Brazil.